# Немейський лев

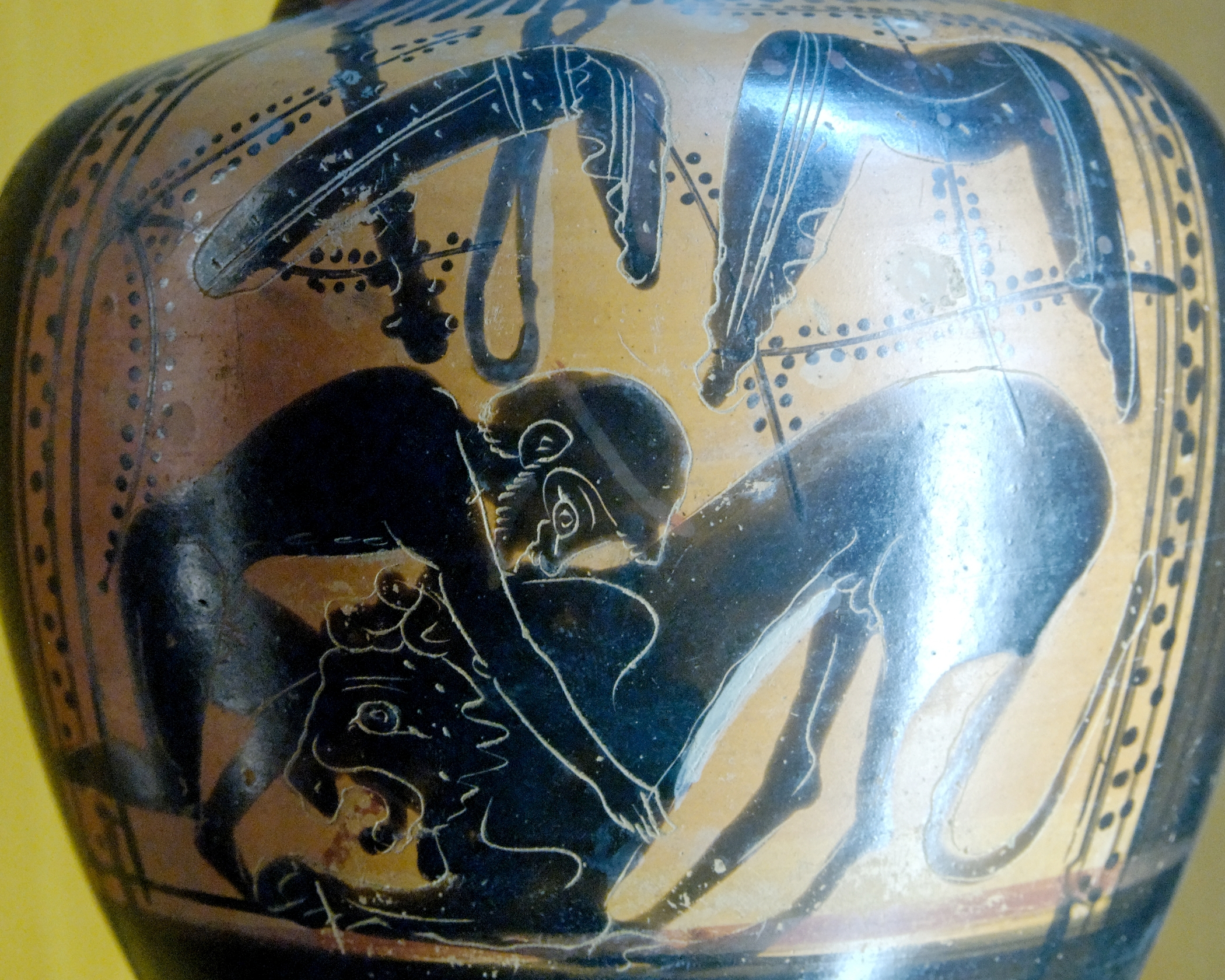
Геракл убиває немейського лева. Зображення на аттичному чорнофігурному ойнохої, Музей образотворчих мистецтв Ліона

Неме́йський лев (грец. Λέων της Νεμέας) — в давньогрецькій міфології страхітливий звір, який пустошив арголідську долину Немею. Шкура його була невразливою до будь-якої зброї. Лев нападав на мешканців Арголіди і нищив їхні отари.
Геракл задушив лева, загнавши його в печеру, що стало першим подвигом героя з 12-и на службі в царя Еврістея. Шкура хижака стала невід'ємним атрибутом героя. Для вшанування подвигу Геракла Зевс перетворив Немейського лева на сузір'я.

## Походження
Існують різні версії походження Немейського лева. За найпоширенішою, він був народжений Химерою від Тифона або пса Орфа. Згідно іншої, його народила Селена і наслала на людей за те, що вони не приносили їй жертви. Також згадується, що Селена створила цього звіра з морської піни, а в Немею його доставила Ірида, зв'язавши лева своїм поясом.

## Знищення Немейського лева

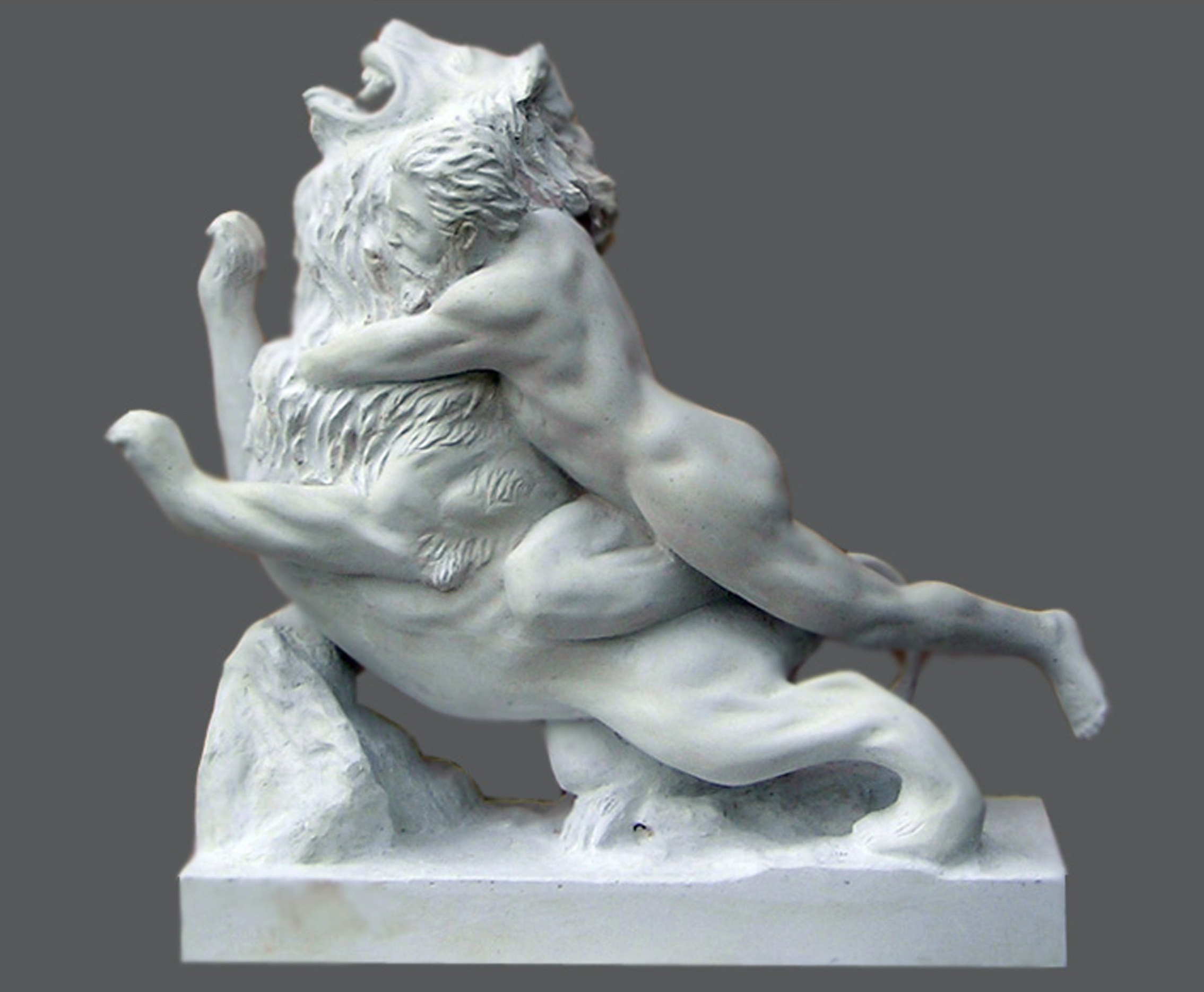
Геракл задушує Немейського лева

Прибувши до міста Клеони, Геракл зупинився в домі поденника і пастуха Малорка, чийого сина вбив лев. Геракл вирушив на пошуки звіра, сказавши, якщо переможе, принести жертву Зевсу, якщо ж згине — вшанувати жертвою самого Геракла. Герой безуспішно шукав звіра, оскільки той погубив багатьох людей і Геракл не мав у кого спитати дороги. Спочатку він вирушив на гору Апес, але не знайшов там нічого. Біля гори Трет герой розгледів лева, що повертався з полювання у своє лігво. Геракл випустив у нього всі стріли, однак вони відскакували від шкури, не завдаючи жодної шкоди. Так само не шкодив звіру і меч, погнувшись від удару. Тільки довбнею йому вдалося оглушити Немейського лева, хоча той лишився при тямі, а довбня розлетілася на друзки. Після цього Геракл вирішив перемогти лева власними руками. Один зі входів до печери, де жив лев, він завісив сіткою, а крізь інший зайшов сам. Всередині герой вступив у бій і задушив лева, але й сам втратив палець.
Взявши убитого лева на спину, Геракл повернувся в Клеони саме на тридцятий день. Малорк вже готував жертву в пам'ять про Геракла, але разом вони двоє присвятили її Зевсу на честь перемоги. Аби вшанувати свого батька, Геракл заснував Немейські ігри, які відбувалися кожні два роки (за іншим варіантом вніс зміни у вже існуючі). Лева ж він приніс в Мікени до царя Еврістея. Той так злякався вигляду звіра, що наказав надалі всі Гераклові трофеї демонструвати тільки за міськими мурами.
Геракл не міг здогадатися як зняти з лева шкуру, оскільки вона була невразлива до жодної зброї. За порадою богів він скористався зубами самого лева. Знявши шкуру, Геракл став носити її як непробивні обладунки, а голова звіра слугувала йому за шолом.

## Трактування міфу про Немейського лева
В давній Греції, Малій Азії, Вавилоні та Сирії існували ритуальні битви царів з дикими звірами. Кожній порі року відповідав свій звір і цар, долаючи їх, утверджував свою владу і право царювання. В печері з двома входами дослідники, такі як Роберт Грейвс, вбачають символічне зображення смерті, після якої Геракл переродився вже як безсмертний напівбог.